# マンジュル・バルガヴァ
マンジュル・バルガヴァ（Manjul Bhargava, 1974年8月8日 - ）は、インド系カナダ人の数学者兼タブラ奏者。プリンストン大学教授。専門は整数論、代数幾何学、組合せ論、表現論。2019年王立協会フェロー選出。

## 業績
カナダ・オンタリオ州ハミルトン生まれ、ニューヨークのロングアイランドで育つ。カール・フリードリヒ・ガウス以来200年もの間、2次形式の合成法則は知られていなかったが、バルガヴァによって新しく発見された（この業績によってクレイ研究賞を受賞）。
さらには階乗関数の一般化に新手法を導入（この業績でハッセ賞を受賞）し、整数論、環論、組合せ論の古典的問題とを結びつけた。他にも4次体、5次体の数え上げと判別式の構成、2次形式の表現論、p-進解析、3次体のイデアル類群に関する貢献などがあるとされる。

## 略歴
- 1996年 : ハーバード大学数学科を最優等で卒業[3]。
- 2001年 : プリンストン大学で博士号を取得。指導教員はアンドリュー・ワイルズ。
- 2003年 : プリンストン大学教授に就任。同年にハッセ賞受賞。
- 2005年 : クレイ研究賞を受賞[4]。
- 2008年 : アメリカ数学会コール賞数論部門を受賞。受賞理由は「高次合成則（higher composition laws）の革命的業績に対して」[5]。
- 2011年 : フェルマー賞
- 2014年 : フィールズ賞